# Antheluridae
Antheluridae és una família de crustacis que pertany a l'ordre dels isòpodes.

## Gèneres
- Ananthura Barnard, 1925
- Anthelura Norman & Stebbing, 1886
- Anthomuda Schultz, 1979